# Ајрола (Беневенто)
Ајрола (итал. Airola) је насеље у Италији у округу Беневенто, региону Кампанија.
Према процени из 2011. у насељу је живело 7305 становника. Насеље се налази на надморској висини од 262 м.

## Становништво
Према резултатима пописа становништва 2011. у општини је живело 8.062 становника.
| 1931. | 1936. | 1951. | 1961. | 1971. | 1981. | 1991. | 2001. | 2011. |
| ----- | ----- | ----- | ----- | ----- | ----- | ----- | ----- | ----- |
| 5.188 | 5.387 | 6.071 | 5.824 | 6.332 | 7.253 | 7.517 | 7.622 | 8.062 |